# Limbă aglutinantă
În domeniul morfologic al tipologiei lingvistice, termenul „limbă aglutinantă”, creat în 1836 de lingvistul german Wilhelm von Humboldt, pornind de la verbul latinesc agglutinare „a lipi laolaltă”, desemnează o limbă în care, pentru a exprima raporturile gramaticale, la rădăcina cuvintelor se adaugă afixe distincte.
În mod ideal, într-o limbă aglutinantă există corespondență perfectă între sens și formă, o astfel de limbă prezentând următoarele trei proprietăți:
- Fiecare morfem exprimă un singur element de sens.
- Morfemele sunt net delimitate unul de altul.
- Raporturile gramaticale sunt exprimate prin prefixe și sufixe, iar forma morfemelor individuale nu este afectată.

Prin aceste proprietăți, limbile aglutinante se deosebesc de cele flexionare, care prezintă contrariul acestor proprietăți, adică unul și același afix poate exprima nu numai o singură categorie gramaticală, morfemele nefiind delimitate net, chiar și morfemul rădăcină putând fi afectat de flexiune internă (de exemplu, în limba engleză, man „om” vs. men „oameni”).
Sunt clasificate în categoria limbilor aglutinante unele familii de limbi în totalitate, cum sunt cele fino-ugrice (maghiara, finlandeza, estona etc.), cele turcice (turca, kazaha, uzbeca etc.), cele bantu. De asemenea, sunt aglutinante multe limbi amerindiene, japoneza, coreeana, sumeriana, basca și multe altele. Circa două treimi din limbile lumii sunt aglutinante.
În realitate, caracterul aglutinant este prezent în diverse limbi în grade diferite. Pe de o parte, limbi care fac parte din alte categorii decât cele aglutinante pot prezenta și ele fenomene de aglutinare. Astfel, în limba engleză, un cuvânt ca dis/establish/ment „separare de stat” este format în mod aglutinant (semnul / reprezintă limitele nete dintre morfemele din care se constituie).
Pe de altă parte, limbi considerate aglutinante nu sunt total aglutinante. De exemplu, limba maghiară prezintă un caracter aglutinant foarte net în domeniul părților de vorbire nominale, dar nu și în domeniul verbului. Bunăoară, cuvântul házasságaimról „despre căsătoriile mele” este format din rădăcina ház „casă” + sufixul formator de adjective -as → házas „cu casă, căsătorit” + sufixul formator de substantive -ság → házasság „căsătorie” + sufixul personal posesiv de persoana a III-a -a → házassága „căsătoria sa” + sufixul de plural al obiectului posedat -i → házasságai „căsătoriile sale” + sufixul personal posesiv de persoana I singular -m → házasságaim „căsătoriile mele” + desinența -ról „despre”. În schimb, într-un verb ca látom „îl/o/îi/le văd”, desinența -om exprimă trei trăsături: numărul (singular), persoana (I) și faptul că verbul are complement direct definit de persoana a III-a.
Exemple de aglutinare în alte limbi:
În finlandeză, cuvântul kirjassanikin „și în cartea mea” este alcătuit din rădăcina kirja „carte” + sufixul -ssa „în” → kirjassa „în carte” + sufixul personal posesiv de persoana I -ni → kirjassani „în cartea mea” + sufixul -kin cu sensul „de asemenea”.
În limba turcă, cuvântul kitaplarınızdan „din cărțile tale” se formează din rădăcina kitap „carte” + sufixul de plural -lar → kitaplar „cărți” + sufixul personal posesiv de persoana a II-a -ınız → kitaplarınız „cărțile tale” + desinența -dan „din”.